# Kráľova hoľa
Kráľova hoľa (în germană Königsberg) este muntele cel mai înalt din masivul Tatra Mică (Nízke Tatry), cu vârful la 1.946 m. Este situat în partea de est a masivului.
Originea denumirii muntelui ar proveni de la regele Ungariei Matei Corvin, care a folosit regiunea în secolul al XV-lea ca teren de vânătoare.
Muntele este situat între comunele Liptovská Teplička, Vernár, Telgárt și Šumiac. Din anul 1960 pe munte se află un turn de televiziune care poate fi ajuns pe drumuri turistice. De pe versanții muntelui izvoresc râurilor Hron, Hornád, Hnilec și Váh ele fiind principalele râuri din Slovacia, ceea ce a determinat ca muntele să prezinte o importanță națională. Vârful muntelui depășește prin altitudinea sa zona pădurilor, lucru care face posibilă vederea unei panorame largi a regiunii.